# 2005 JO179
2005 JO179, também escrito como 2005 JO179, é um objeto transnetuniano que está localizado no Cinturão de Kuiper, uma região do Sistema Solar. Este corpo celeste é classificado como um cubewano. Ele possui uma magnitude absoluta de 6,7 e tem um diâmetro estimado com 201 km.

## Descoberta
2005 JO179 foi descoberto no dia 10 de maio de 2005 pelo astrônomo Marc W. Buie.

## Órbita
A órbita de 2005 JO179 tem uma excentricidade de 0,048 e possui um semieixo maior de 43,633 UA. O seu periélio leva o mesmo a uma distância de 41,518 UA em relação ao Sol e seu afélio a 45,747 UA.